# Volkan Bozkır

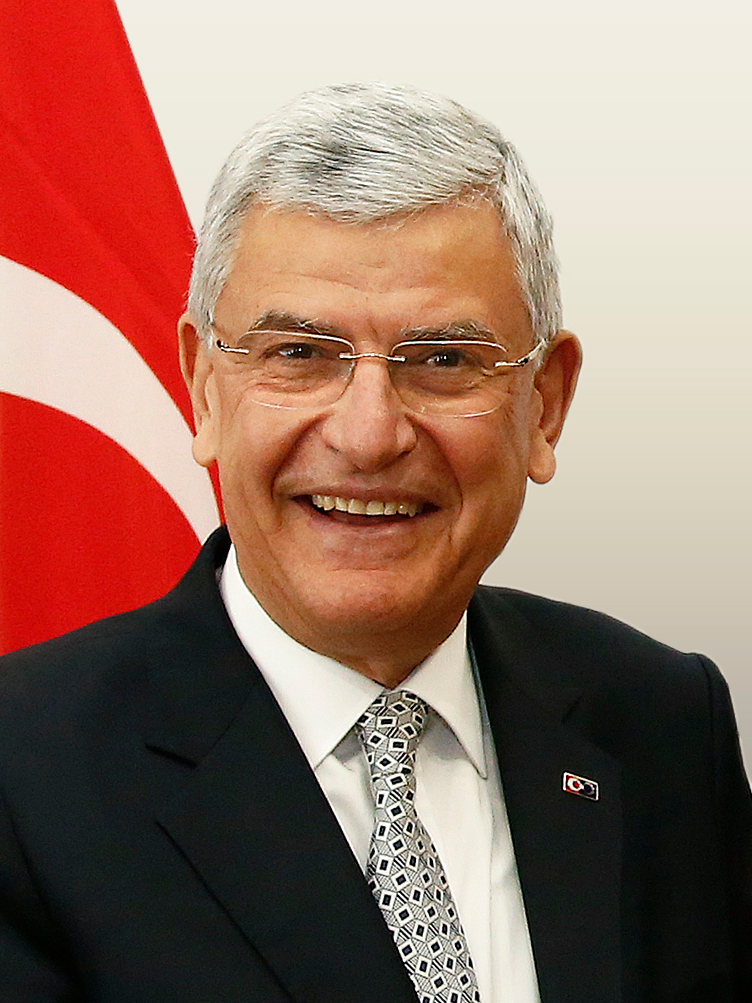
Volkan Bozkır (2016)

Volkan Bozkır (geb. 22. November 1950 in Ankara) ist ein türkischer Politiker, der Europaminister (29. August 2014 bis 28. August 2015 im Kabinett Davutoğlu I und erneut vom 24. November 2015 bis zum 24. Mai 2016 im Kabinett Davutoğlu III) war. Er absolvierte sein Jurastudium an der Universität Ankara. Von 1996 bis 2000 war er türkischer Botschafter in Rumänien. Er ist mit Nazlı Bozkır verheiratet und Mitglied der muslimisch-konservativen Partei für Gerechtigkeit und Aufschwung (AKP).

## Ehrungen und Medaillen
- 1999: Stern von Rumänien[5]
- 2012: Verdienstorden der Italienischen Republik[6]